# Rima Hesiodus
La Rima Hesiodus es una grieta en la superficie de la Luna casi rectilínea. Cuenta con 256 kilómetros de longitud y un ancho máximo de casi 3 kilómetros. Está situada en el sudoeste de la parte visible de la Luna, y se extiende desde el cráter Hesiodus (del que recibe el nombre) a través de la parte sur del Mare Nubium, hasta alcanzar el Palus Epidemiarum entre los cráteres Capuanus y Mercator. En su parte central es atravesada por el pequeño cráter satélite Cichus N, y cruza el escalón formado por la escarpadura Rupes Mercator.
|  |